# PeaceWomen Across the Globe
PeaceWomen Across the Globe (PWAG; с англ. — «PeaceWomen всей планеты», буквально: «мирные женщины всей планеты»), ранее известная как «1000 женщин мира» (англ. 1000 PeaceWomen), — организация, базирующаяся в Берне, Швейцария, целью которой является повышение узнаваемости женщин, выступающих за мир во всём мире. Организация названа в честь программы «PeaceWomen» Международного женского союза за мир и свободу, занимающейся мониторингом работы ООН, затрагивающей женщин, мир, безопасность, и связанной с этим просветительской работой .

## История
Организация начала своё существование в 2003 году под руководством Рут-Габи Вермонт-Мангольд, члена Швейцарского национального совета, в качестве инициативы по номинированию 1000 женщин из более чем 150 разных стран на Нобелевскую премию мира 2005 года. В номинацию вошли не только знаменитости, но и относительно малоизвестные женщины, внёсшие значительный вклад в дело мира по всему земному шару. Хотя в конечном итоге премия была присуждена Международному агентству по атомной энергии эта инициатива успешно привлекла внимание общественности к роли женщин в движении за мир. Организация продолжила свою деятельность, издав книгу и создав выставку, впервые проведённую в Цюрихе, Швейцария, и с тех пор презентованная в более чем 25 странах включая такие места, как Университет Ксавьера в Цинциннати, Огайо; Университет Линнань в Гонконге, Китай; и на выставке, организованной ЮНЕСКО в Женеве, Швейцария.
С 2006 года PeaceWomen Across the Globe является одним из членов НПО Швейцарского центра установления мира, который вносит свой вклад в швейцарскую внешнюю политику. Организация также является членом Глобальной сети женщин-миротворцев.

## Члены
В состав PWAG входят:
- Сакена Якуби, исполнительный директор Афганского института обучения
- Амина Афзали, член Кабинета министров Афганистана
- Малалай Джойя, афганский политик
- Елка Глумичич, хорватский активист
- Синтия Басинет, американская актриса, певица
- Руна Банерджи, индийский социальный работник и основатель Ассоциации самозанятых женщин (SEWA), Лакхнау
- Кипу Церинг Лепча, индийский социальный работник и основатель Фонда человеческого развития Сиккима (HDFS), Сикким[14]

## Публикация
- 1000 мирных женщин по всему миру, Скало, 2005 г., ISBN 978-3-03939-039-7[15]